# Головковское
Головковское (укр. Головківське) — село в Александрийской городской общине Александрийского района Кировоградской области Украины
Население по переписи 2001 года составляло 79 человек. Почтовый индекс — 28024. Телефонный код — 5235. Код КОАТУУ — 3510390403.